# Краснопутиловская улица (Санкт-Петербург)
Краснопути́ловская улица — крупная улица в Санкт-Петербурге, проходит от Комсомольской площади до площади Победы, где переходит в Московское шоссе.

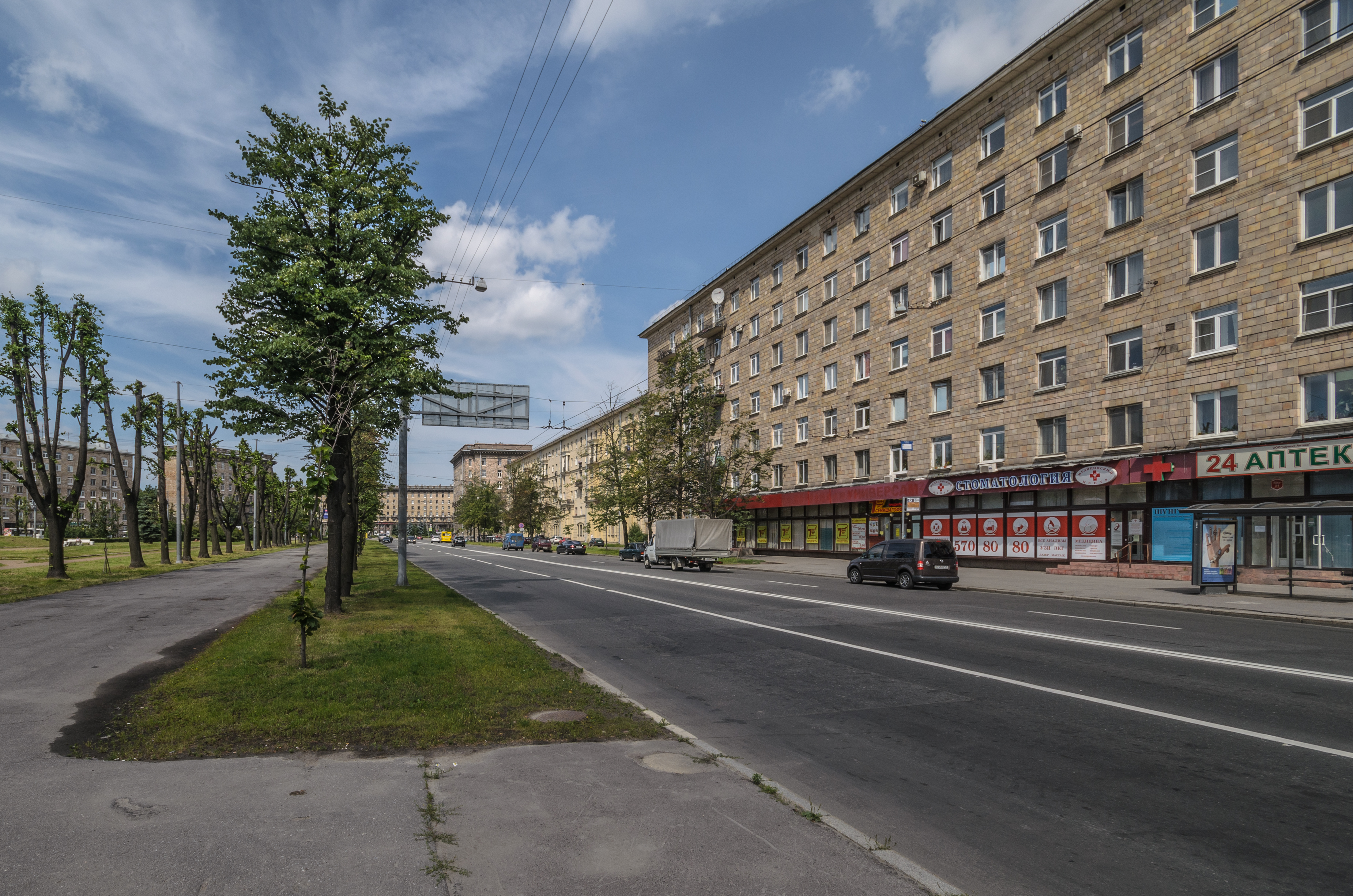
Возле Комсомольской площади

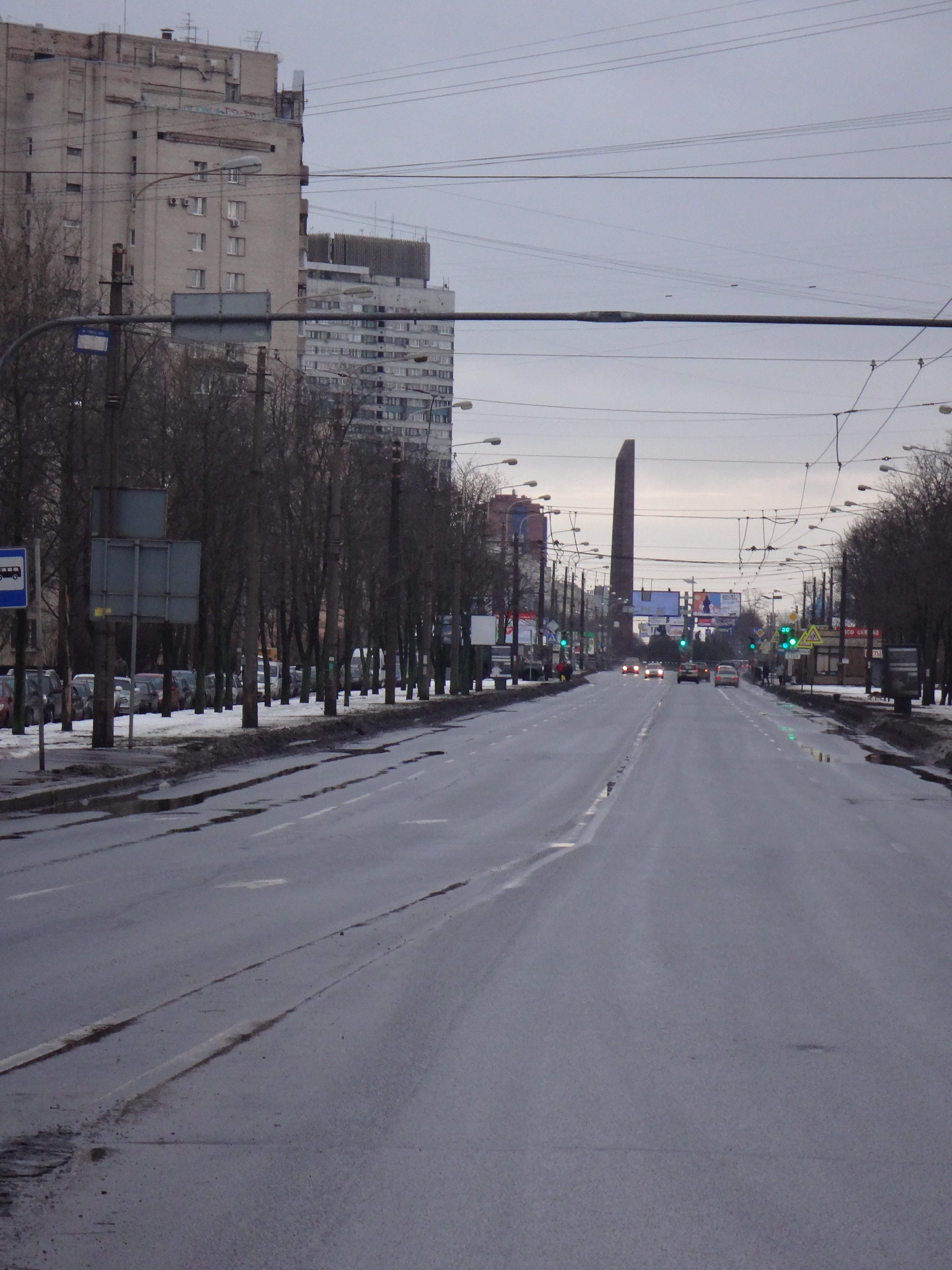
Возле площади Конституции

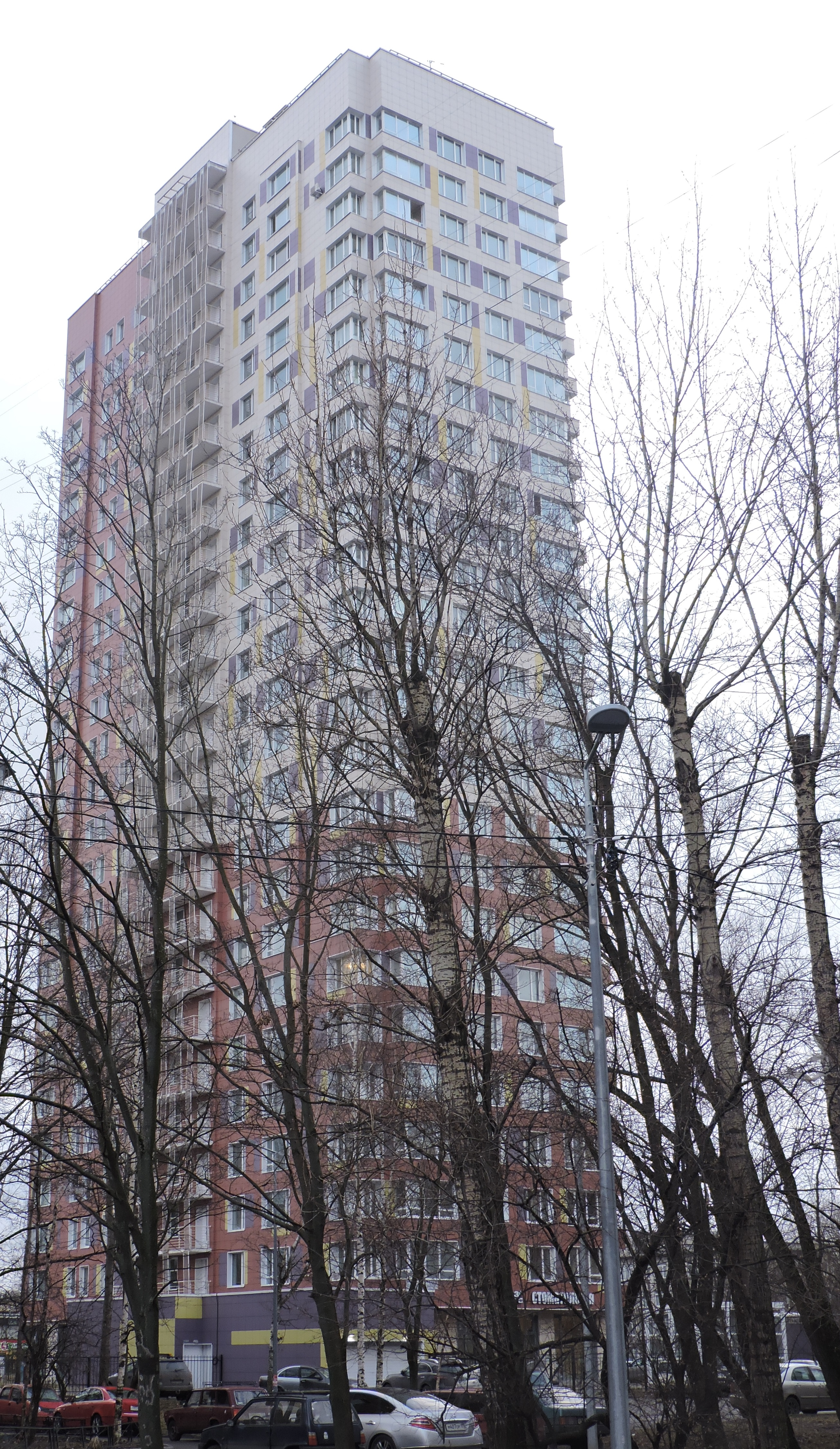
ЖК «Clever» (Краснопутиловская, 113/1А)

## История и достопримечательности
Нынешняя Краснопутиловская улица зародилась в первой половине XVIII века в качестве части пути на Москву и Новгород. С 1890-х годов была разделена современной улицей Червонного Казачества на два проезда: Царскосельскую улицу и Красно-Кабацкую дорогу.
После революции 1917 года Царскосельская улица была переименована в Детскосельскую, так как соответствующе изменилось и название Царского Села. В 1923 году улице было присвоено имя участника гражданской войны, большевика Яна Якубениса, погибшего в боях за Петроград и похороненного на Богословском кладбище.
Из-за наличия в городе двух улиц с одинаковым названием (в том же 1923 году 1-я Спасская ул. на Петроградской Стороне была также названа именем Якубениса) 3 декабря 1956 года решением Исполкома Ленгорсовета улице Якубениса было присвоено название Краснопутиловской в честь Путиловского завода, ранее известного как «Красный Путиловец». В начале 1964 года к Краснопутиловской улице присоединили часть Южного шоссе. С тех пор она получила современное расположение.
К востоку от пересечения с улицей Червонного Казачества расположено воинское захоронение «Южное» (Краснопутиловская ул., д. 44).
На отрезке между Автовской и Южным шоссе тротуары улицы сделаны шире и обильно озеленены, в разрывы фронтальной застройки встроены шестиэтажные точки серии «Г» для появления вертикальных акцентов. Первые этажи зданий, оформленные наклонными витринами, были отведены под магазины и обслуживающие учреждения; однако отмечается, что невысокие точки не смогли разбавить монотонность домов стометровой длины.

### История названий
1-й участок (от совр. Комсомольской пл. до ул. Червонного Казачества):
- Царскосельская ул. (до 1918)
- Детскосельская ул. (1918—1923)
- ул. Якубениса (1923—1956)
- Краснопутиловская ул. (1956 — наст. вр.)

2-й участок (от совр. ул. Червонного Казачества до пл. Победы):
- Красно-Кабацкая дорога (до 1917)
- Краснокабацкое шоссе (1917—1941)
- Южное шоссе (1941—1964)
- Краснопутиловская ул. (1964 — наст. вр.)

## Общественный транспорт
По Краснопутиловской улице проходят следующие маршруты наземного общественного транспорта:
- Троллейбус: № 17. Курсирует на участке от площади Конституции до Варшавской улицы. Существует также неиспользуемая линия на участке от Комсомольской площади до Автовской улицы и тупиковая линия от площади Конституции до Кубинской улицы. Участок между ними демонтирован в начале 2000-х годов.

- Автобусы: № 3, 11, 39, 62, 64, 66, 72, 90, 111, 244, 256, 299, пригородный автобус № 844.

## Пересекает или примыкает

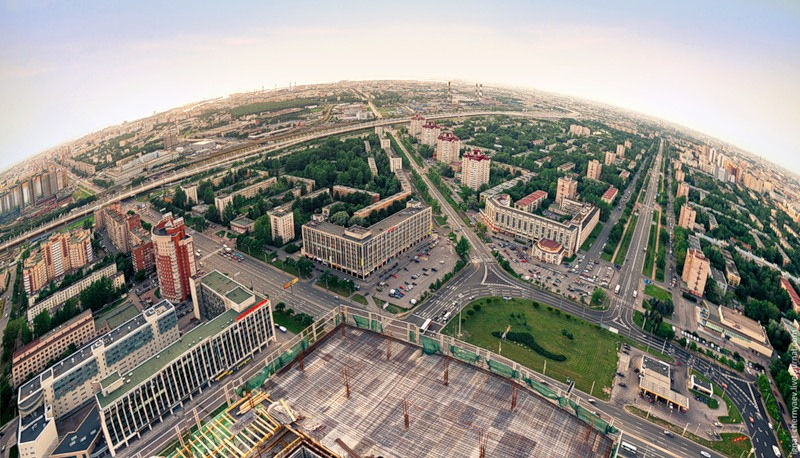
Площадь Конституции. Вид с Лидер Тауэра. Лучами от площади Конституции расходятся Ленинский, Краснопутиловская улица и Новоизмайловский проспект

Краснопутиловская улица граничит или пересекается со следующими площадями, проспектами, улицами и переулками:
- Комсомольская площадь
- улица Маршала Говорова
- улица Зенитчиков
- улица Зайцева
- Автовская улица
- улица Червонного Казачества
- улица Примакова
- проспект Народного Ополчения
- Кубинская улица
- площадь Конституции
- Новоизмайловский проспект
- Ленинский проспект
- Варшавская улица
- улица Орджоникидзе
- площадь Победы

## Объекты культурного наследия
| Логотип конкурса «Вики любит памятники» | Объект культурного наследия: № 7800504000 |

| Логотип конкурса «Вики любит памятники» | Объект культурного наследия: № 7802618000 |

| Логотип конкурса «Вики любит памятники» | Объект культурного наследия: № 7802622000 |